# Monteynard
Monteynard är en kommun i departementet Isère i regionen Auvergne-Rhône-Alpes i sydöstra Frankrike. Kommunen ligger i kantonen La Mure som tillhör arrondissementet Grenoble. År 2022 hade Monteynard 500 invånare.

## Befolkningsutveckling
Antalet invånare i kommunen Monteynard
Referens:INSEE